# Literatorskije mostki

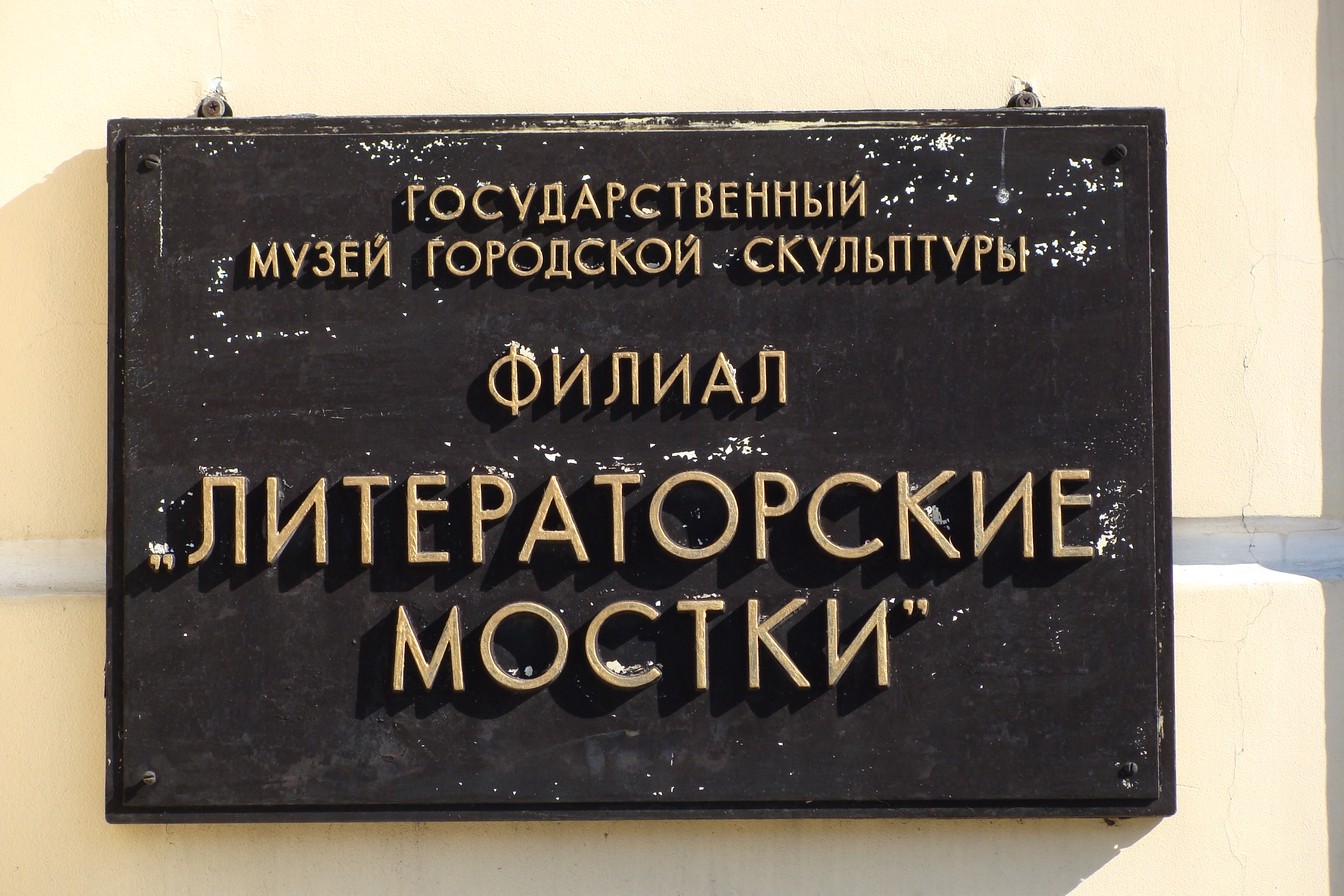
Informationsdisk vid entrén till kyrkogården.

Literatorskije mostki (ryska: Литераторские мостки, ungefär "Skriftställargången") är en del av Volkovos begravningsplats i Sankt Petersburg som utmärker sig genom att flera ryska och sovjetiska författare och andra framstående personer är begravda här.

## Gravsatta

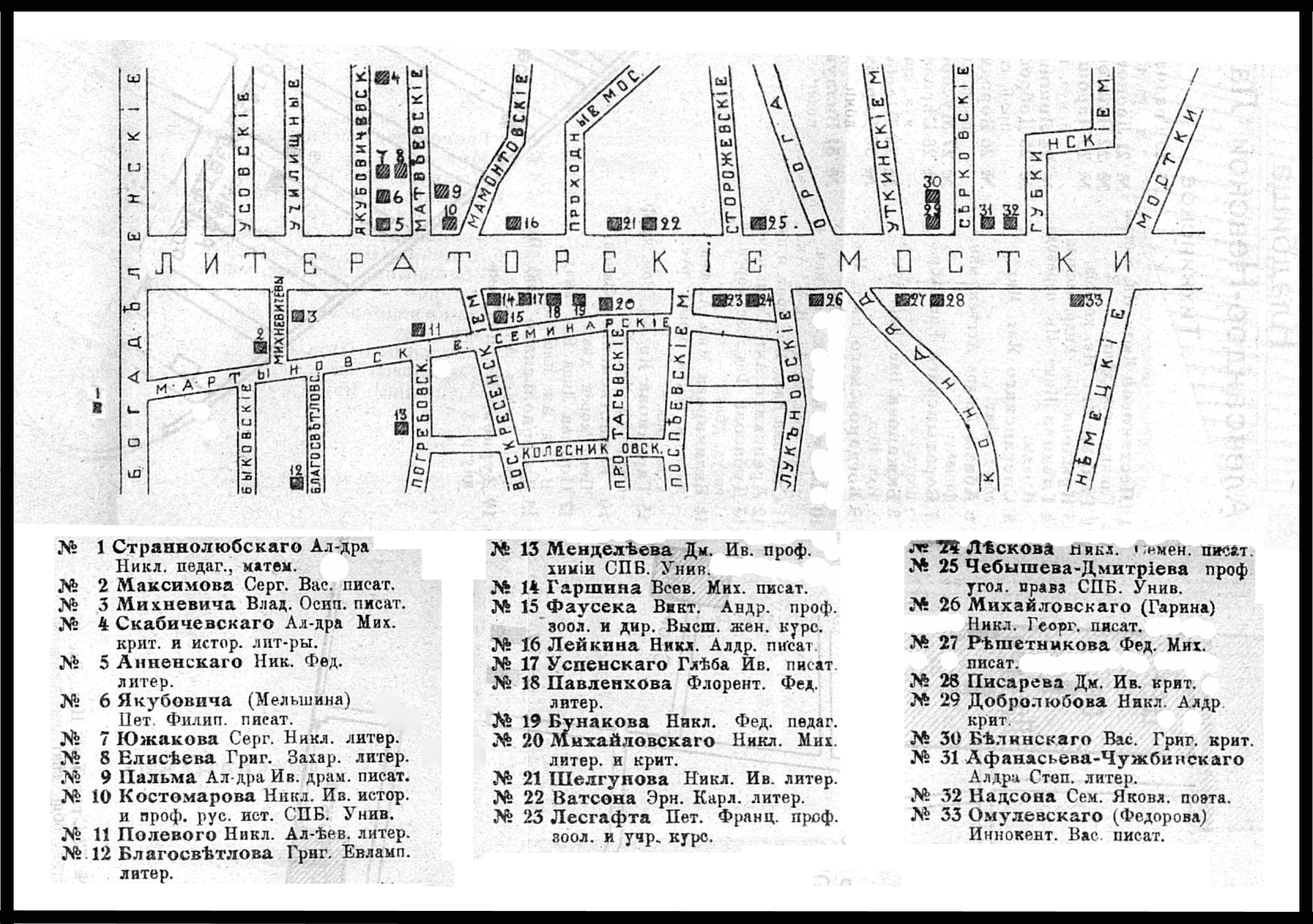
Karta över Literatorskije mostki från 1914.

Literatorskije mostkis status började etableras 1802 när Aleksandr Radisjtjev begravdes här. Senare har flera gravar för kända författare flyttats hit när de tidigare begravningsplatserna upphört.
Automatiskt genererad lista (förklaring)
- Stepan Dzjunkovskij, 1839-04-03
1839-04-15

- Nikolaj Polevoj, 1846-02-22

- Vissarion Belinskij, 1848-05-26

- Aleksandr Vitberg, 1855-01-12

- Nikolaj Dobroljubov, 1861-11-17

- Ivan Panajev, 1862-02-18

- Lev Mej, 1862-05-16

- Nikolaj Pomjalovskij, 1863-10-05

- Dmitrij Pisarev, 1868-07-04

- Fjodor Resjetnikov, 1871-03-09
1871-03-21

- Michail Avdejev, 1876-02-01

- Grigorij Blagosvjetlov, 1880-11-07

- Ivan Turgenjev, 1883-08-22

- Vladimir Fjodorovitj Adlerberg, 1884-03-08

- Nikolaj Kostomarov, 1885-04-07

- Semjon Nadson, 1887-01-19

- Vsevolod Garsjin, 1888-03-24

- Nikolaj Miklucho-Maklaj, 1888-04-02

- Michail Saltykov-Sjtjedrin, 1889-04-28

- Ivan Gontjarov, 1891-09-15
1891-09-27
1891

- Aleksej Galachov, 1892-11-14

- Aleksej Apuchtin, 1893-07-17
1893-08-17

- Nikolaj Leskov, 1895-02-21

- Dmitrij Grigorovitj, 1899-12-22

- Aleksandr Sjeller, 1900-11-21

- Gleb Uspenskij, 1902-03-24

- Nikolaj Michajlovskij, 1904-01-28

- Jevgenij Solovjov, 1905-08-25

- Dmitrij Mendelejev, 1907-01-20

- Pjotr Jakubovitj, 1911-03-17

- Michail Albov, 1911-06-12
1911-06-25

- Dmitrij Mamin-Sibirjak, 1912-11-02
1912-11-15

- Eugène de Roberty, 1915-04-25

- Georgij Plechanov, 1918-05-30

- Vera Zasulitj, 1919-05-08

- Leonid Andrejev, 1919-09-12

- Semjon Vengerov, 1920-09-14

- Aleksandr Blok, 1921-08-07

- Andrej Andrejevitj Markov, 1922-07-20

- Kazimir Barantsevitj, 1927-07-26

- Vladimir Bechterev, 1927-12-24

- Ignatij Nikolajevitj Potapenko, 1929-05-17

- Jevgenij Garsjin, 1931

- Ieronim Jasinskij, 1931-12-31
1930-12-31

- Ivan Pavlov, 1936-02-27

- Michail Kuzmin, 1936-03-01

- Vladimir Germanovitj Bogoraz, 1936-05-10

- Aleksandr Kuprin, 1938-08-25

- Kuzma Petrov-Vodkin, 1939-02-15

- Isaak Brodskij, 1939-08-14

- Franz Levinson-Lessing, 1939-10-25

- Nikolaj Kurnakov, 1941-03-19

- Lev Voitolovskij, 1941-11-07

- Aleksej Krylov, 1945-10-26

- Alexander Grossheim, 1948-12-04

- Agrippina Vaganova, 1951-11-05

- Dmitrij Nasonov, 1957-12-21

- Grigorij Kozintsev, 1973-05-11

- Olga Bergholtz, 1975-11-13

- Alla Sjelest, 1998-12-07

- Natalia Dudinskaja, 2003-01-29

- Andrej Petrov, 2006-02-15

- Boris Tisjtjenko, 2010-12-09

- Mariss Jansons, 2019-12-01